# Mistrovství světa v zápasu ve volném stylu 2019
Mistrovství světa v zápasu ve volném stylu za rok 2019 proběhlo v Barys Areně v Astaně, Kazachstán ve dnech 17.–22. září 2019. Turnaj mistrovství světa byl zároveň první fází olympijské kvalifikace pro olympijské hry v Tokiu v roce 2020.

## Česká stopa
- -57 kg – Lenka Hocková
- -65 kg – Adéla Hanzlíčková

## Program

### Vyřazovací boje
- ÚT – 17.09.2019 – ženy (−50 kg, −53 kg, −55 kg, −72 kg)
- ST – 18.09.2019 – ženy (−57 kg, −59 kg, −65 kg, −76 kg)
- ČT – 19.09.2019 – muži (−57 kg, −65 kg); ženy (−62 kg, −68 kg)
- PÁ – 20.09.2019 – muži (−70 kg, −74 kg, −92 kg, −125 kg)
- SO – 21.09.2019 – muži (−61 kg, −79 kg, −86 kg, −97 kg)

### Boje o medaile
- ST – 18.09.2019 – ženy (−50 kg, −53 kg, −55 kg, −72 kg)
- ČT – 19.09.2019 – ženy (−57 kg, −59 kg, −65 kg, −76 kg)
- PÁ – 20.09.2019 – muži (−57 kg, −65 kg); ženy (−62 kg, −68 kg)
- SO – 21.09.2019 – muži (−70 kg, −74 kg, −92 kg, −125 kg)
- NE – 22.09.2019 – muži (−61 kg, −79 kg, −86 kg, −97 kg)

## Výsledky

### Muži
| Kategorie | Zlato                      | Stříbro                    | Bronz                         | Bronz                     |
| --------- | -------------------------- | -------------------------- | ----------------------------- | ------------------------- |
| −57 kg    | Zaur Ugujev (RUS)          | Süleyman Atlı (TUR)        | Nurislam Sanajev (KAZ)        | Ravi Kumar (IND)          |
| −61 kg    | Beka Lomtadze (GEO)        | Magomedrasul Idrisov (RUS) | Behmán Ehsánpur (IRI)         | Rahul Aware (IND)         |
| −65 kg    | Gadžimurad Rašidov (RUS)   | Daulet Nijazbekov (KAZ)    | Bajrang Punia (IND)           | Islam Musukajev (HUN)     |
| −70 kg    | David Bajev (RUS)          | Nurkodža Kajpanov (KAZ)    | Magomedmurad Gadžijev (POL)   | Júnes Emámí (IRI)         |
| −74 kg    | Zaurbek Sidakov (RUS)      | Frank Chamizo (ITA)        | Zelimchan Chadžijev (FRA)     | Jordan Burroughs (USA)    |
| −79 kg    | Kyle Dake (USA)            | Džabrajil Hasanov (AZE)    | Gadži Nabijev (RUS)           | Tajmuraz Salkazanov (SVK) |
| −86 kg    | Hasan Jazdání (IRI)        | Deepak Punia (IND)         | Stefan Reichmuth (SUI)        | Artur Najfonov (RUS)      |
| −92 kg    | J'den Cox (USA)            | Alírezá Karímí (IRI)       | Irakli Mcituri (GEO)          | Alichan Džabrajilov (RUS) |
| −97 kg    | Abdulrašid Sadulajev (RUS) | Šarif Šarifov (AZE)        | Kyle Snyder (USA)             | Magomedgadži Nurov (MKD)  |
| −125 kg   | Geno Petrijašvili (GEO)    | Taha Akgül (TUR)           | Oleksandr Chocjanivskyj (UKR) | Hasanboy Rahimov (UZB)    |

### Ženy
| Kategorie | Zlato                       | Stříbro                   | Bronz                         | Bronz                        |
| --------- | --------------------------- | ------------------------- | ----------------------------- | ---------------------------- |
| −50 kg    | Marija Stadnyková (AZE)     | Alina Vucová (ROU)        | Valentina Islamovová (KAZ)    | Jekatěrina Poleščuková (RUS) |
| −53 kg    | Pak Jong-mi (PRK)           | Maju Mukaidaová (JPN)     | Vinesh Phogatová (IND)        | Pchang Čchien-jü (CHN)       |
| −55 kg    | Jacarra Winchesterová (USA) | Nanami Irieová (JPN)      | Olga Chorošavcevová (RUS)     | Bat-Očiryn Bolortujá (MGL)   |
| −57 kg    | Risako Kawaiová (JPN)       | Žung Ning-ning (CHN)      | Irina Kuročkinová (BLR)       | Odunayo Adekuoroyeová (NGR)  |
| −59 kg    | Linda Moraisová (CAN)       | Ljubov Ovčarovová (RUS)   | Pchej Sing-žu (CHN)           | Bátardžavyn Šóvdor (MGL)     |
| −62 kg    | Ajsulú Tynybekovová (KGZ)   | Tajbe Juseinová (BUL)     | Henna Johanssonová (SWE)      | Jukako Kawaiová (JPN)        |
| −65 kg    | Inna Tražukovová (RUS)      | Iryna Kolijadenková (UKR) | Wang Siao-čchien (CHN)        | Elis Manolovová (AZE)        |
| −68 kg    | Tamyra Mensahová (USA)      | Jenny Franssonová (SWE)   | Soronzonboldyn Batceceg (MGL) | Anna Schellová (GER)         |
| −72 kg    | Natalja Vorobjovová (RUS)   | Alina Berežná (UKR)       | Masako Furuičiová (JPN)       | Pcha Li-cha (CHN)            |
| −76 kg    | Adeline Grayová (USA)       | Hiroe Minagawaová (JPN)   | Epp Mäeová (EST)              | Aline Fockenová (GER)        |

## Olympijská kvalifikace
Mistrovstvím světa v Nursultanu byla započata 1. fáze kvalifikace na olympijské hry v Tokiu v roce 2020. Volnostylaři a volnostylařky, kteří se utkali o medaile v olympijských váhových kategoriích zároveň získali pro svou zemi olympijskou účastnickou kvótu.
|      |    | −57 kg      | −65 kg        | −74 kg                 | −86 kg        | −97 kg                 | −125 kg                |
| ---- | -- | ----------- | ------------- | ---------------------- | ------------- | ---------------------- | ---------------------- |
| muži | 1. | Rusko       | Rusko         | Rusko                  | Írán          | Rusko                  | Gruzie                 |
| muži | 2. | Turecko     | Kazachstán    | Itálie                 | Indie         | Ázerbájdžán            | Turecko                |
| muži | 3. | Kazachstán  | Indie         | Spojené státy americké | Švýcarsko     | Spojené státy americké | Ukrajina               |
| muži | 3. | Indie       | Maďarsko      | Francie                | Rusko         | Severní Makedonie      | Uzbekistán             |
| muži | 5. | Srbsko      | Mongolsko     | Kazachstán             | San Marino    | Gruzie                 | Sýrie                  |
| muži | 5. | Írán        | Japonsko      | Japonsko               | Kolumbie      | Kazachstán             | Čína                   |
|      |    | −50 kg      | −53 kg        | −57 kg                 | −62 kg        | −68 kg                 | −76 kg                 |
| ženy | 1. | Ázerbájdžán | Severní Korea | Japonsko               | Kyrgyzstán    | Spojené státy americké | Spojené státy americké |
| ženy | 2. | Rumunsko    | Japonsko      | Čína                   | Bulharsko     | Švédsko                | Japonsko               |
| ženy | 3. | Kazachstán  | Indie         | Bělorusko              | Švédsko       | Mongolsko              | Estonsko               |
| ženy | 3. | Rusko       | Čína          | Nigérie                | Japonsko      | Německo                | Německo                |
| ženy | 5. | Ukrajina    | Řecko         | Polsko                 | Maďarsko      | Ukrajina               | Čína                   |
| ženy | 5. | Čína        | Polsko        | Moldavsko              | Severní Korea | Japonsko               | Kazachstán             |